# Жалобная книга (рассказ)
«Жалобная книга» — рассказ русского писателя Антона Павловича Чехова. Впервые опубликован в журнале «Осколки» № 10 от 10 марта 1884 года под подписью «А. Чехонте».
Короткий рассказ состоит из вводного абзаца, сообщающего о жалобной книге в конторке на некой железнодорожной станции, и 20 записей в ней, мало отвечающих целям книги. В их числе: неуместные пассажи, шуточное хулиганство, жалобы на посторонних людей, неумелая калька французской грамматики.
На написание рассказа Чехова вдохновила развеселившая его жалобная книга одной из станций Донецкой дороги. Хотя имена в рассказе вымышленные, и автор поменял некоторые из них при издании собрания сочинений, потерянный портсигар в одной из записей просят передать «Андрею Егорычу» — имя реального почтмейстера Воскресенска, в котором работал тогда Чехов.
«Жалобная книга» быстро стала популярна у широкого круга читателей, рассказ разошёлся на цитаты, особенно популярна его последняя фраза — «Хоть ты и седьмой, а дурак». Она стала крылатым выражением, а другие писатели вложили её в уста своих персонажей; это сделали, в частности, Бунин в «Надписях» и Куприн в «Штабс-капитане Рыбникове».